# Washington Cacciavillani
Washington Cacciavillani (Salto, 1º gennaio 1934 – 6 settembre 1997) è stato un allenatore di calcio e calciatore uruguaiano, di ruolo attaccante.
Era soprannominato "El Chico". Ottenne poi la cittadinanza italiana.

## Carriera
Come giocatore ha militato nel Club Atlético River Plate di Montevideo nella stagione 1954-1955, disputando 30 gare.
Viene poi ingaggiato in Italia dalla Pro Patria di Busto Arsizio, con la quale colleziona 6 presenze nella Serie A 1955-1956, andando a segno in occasione del pareggio esterno con il Lanerossi Vicenza, ed altre 25 partite segnando 2 reti nel successivo torneo di Serie B.
In seguito si trasferisce all'Inter, con la cui maglia scende in campo in campionato in una sola occasione.
Viene acquistato poi da Ravenna, Casertana e Siracusa, disputando 6 campionati in Serie C, più altre 3 stagioni in IV Serie con la maglia del Floridia.
In carriera ha collezionato complessivamente 7 presenze ed una rete in Serie A e 25 presenze e 2 reti in Serie B.
Da allenatore ha guidato le giovanili del Siracusa, la Leonzio, il Caltagirone, il Vittoria, il Cosenza, il Ragusa, il Trapani Calcio e la Palmese fra la Serie C e l'Interregionale.
Nel 1987-88 allena in Promozione siciliana la Folgore Castelvetrano per il girone di andata. 
Nel 1989/1990 allena in promozione siciliana il Terranova Gela.

## Palmarès

### Allenatore

#### Competizioni nazionali
- Serie D: 1

Ragusa: 1976-1977